# Santa Cruz Xochitepec
Santa Cruz Xochitepec es un pueblo de la alcaldía Xochimilco, una de las 16 alcaldías de la Ciudad de México.

El clima es templado húmedo con lluvias estivales. Está ubicado hacia el centro oeste de Xochimilco, en cercanías al Heroico Colegio Militar. Santa Cruz Xochitepec y otros pueblos de Xochimilco han conservado en parte las características de sus territorios, a diferencia de otros pueblos que con el crecimiento de la población y el avance de la urbanización han perdido espacios de pastoreo, bosques o lagunas.

## Historia
Santa Cruz Xochitepec ha sido escenario de una larga serie de acontecimientos históricos y sociales a partir de las décadas iniciales de la colonización española. Los más de 120 pueblos de la Ciudad de México, y en particular los pueblos de Xochimilco, tienen su origen en las sociedades indígenas nahuas que aun conservan sus identidades culturales diferenciadas: el nombre de estos pueblos combinan, en su mayoría, el nombre náhuatl con el del santo patrón del pueblo. Santa Cruz Xochitepec toma su nombre de una tradición que afirma que hace 4 siglos, los pobladores colocaron una cruz en la cima de un cerro, con el objetivo de asegurar la protección del lugar.
Xochimilco se inició como una ciudad dividida en tres zonas, cada una con barrios y pueblos específicos: la zona de Tepenchi, formada por los pueblos y pequeñas poblaciones a orillas de las montañas; la zona de Tecpan, formada por el centro de la ciudad, los barrios artesanos, la zona comercial y de gobierno; y la zona de Olac, formada por las casas dispersas de quienes se dedicaban a las chinampas en los alrededores de la ciudad. Olac significa "en lo que rodea el agua" y es en esta región en donde se encuentra Santa Cruz Xochitepec, anteriormente aldea de Tepepan. Este sistema de cultivo permitió el florecimiento de una agricultura independiente de las lluvias, en esta región floreció el cultivo de maíz, árboles frutales, hortalizas y flores. Los distintos cambios que ha sufrido el lago de Xochimilco a lo largo de la historia, han definido la arquitectura cambiante del paisaje en esta región.

Estos pueblos se mantienen como unidades de identidad cuyos territorios incluyen gran parte de los bosques de la Ciudad de México, bienes colectivos agrarios y naturales cuyos derechos obtuvieron después de la Revolución.

## Tradiciones
Santa Cruz Xochitepec conserva la tradición de sus fiestas desde antes de la época colonial. Esta región estuvo bajo las influencias de Cuicuilco, Teotihuacán y finalmente de los xochimilcas a principio del siglo X d. C. Los habitantes de estos pueblos conservan sus usos y costumbres desde la época precolombina, de manera que los pueblos de Xochimilco, entre ellos Santa Cruz Xochitepec, son considerados como "ciudades de pueblos" que han sobrevivido en sus prácticas ancestrales y conservación de conocimientos a pesar de la "modernización".
La fiesta más importante del pueblo se lleva a cabo el 3 de mayo de cada año. En el cerro más elevado se encuentra una cruz de madera con casquillos de acero en las puntas, rodeada de cendales de múltiples colores. Los habitantes de la población trasladan la Cruz a la Iglesia del pueblo, donde permanecerá 2, 3 hasta 15 días, según las posibilidades económicas del momento. Los cohetes, castillos, la banda de música, los chinelos, la feria y la comida son los elementos constitutivos de la fiesta. Al concluir el festejo regresan la Cruz al cerro, donde se quedará otro año, esperando el siguiente festejo.